# Latropiscis purpurissatus
Latropiscis
Genre
Espèce
Statut de conservation UICN

 LC 12 octobre 2018 : Préoccupation mineure
Latropiscis purpurissatus, unique représentant du genre Latropiscis, est une espèce de poissons marins téléostéens de la famille des Aulopidae.

## Systématique
L'espèce Latropiscis purpurissatus a été décrite pour la première fois en 1843 par le naturaliste John Richardson, sous le protonyme Aulopus purpurissatus.

### Synonymie
Selon Catalogue of Life 
- Aulopus milesi Valenciennes, 1850
- Aulopus milesii Valenciennes, 1850
- Aulopus purpurissatus Richardson, 1843
- Hime purpurissata (Richardson, 1843)
- Hime purpurissatus (Richardson, 1843)
- Latropiscus purpurissatus (Richardson, 1843)

### Publications originales
- Genre Latropiscis :
  - (en) Gilbert P. Whitley, « New names for Australian fishes », Australian Zoologist, Sydney, Royal Zoological Society of New South Wales (d), vol. 6, no 4,‎ 13 février 1931, p. 310-334 (ISSN 0067-2238 et 2204-2105, OCLC 1782007, lire en ligne).
- Espèce Latropiscis purpurissatus, sous le taxon Aulopus purpurissatus :
  - (la) J. Richardson, Icones piscium, or plates of rare fishes. Part I, Londres, Richard and John E. Taylor, 1843, 8 p..

## Description
Latropiscis purpurissatus possède un corps allongé qui peut atteindre les 60 cm.
Comme les membres de la famille des Aulopidae, l'espèce a une nageoire dorsale dont la longueur dépasse la moitié de celle de l'ensemble du corps.

## Répartition
Cette espèce se croise au large de l'Australie, dans l'océan Pacifique, à des profondeurs avoisinant les 100 m.

## Étymologie
Le nom générique, Latropiscis, n'a pas d'étymologie avérée. Deux hypothèses peu convaincantes suggèrent que ce pourrait être :
1. latro, « mercenaire, voleur ou brigand », et piscis, « poisson » ;
2. la, « beaucoup », et tropis, « quille », et piscis, « poisson ».

Son épithète spécifique, purpurissatus, du latin « purpŭrissǎtus », teint de pourpre, fait référence à la couleur pourpre présente sur ses nageoires<.